# 최북필 단구승유도
최북필 단구승유도(崔北筆 丹丘勝遊圖)는 조선후기 서예의 대가인 원교(圓嶠) 이광사(李匡師, 1705~1777)가 45세이던 1749년에 지인들과 함께 도담삼봉과 한벽루 일대를 유람하며 남긴 기념물이다. 2015년 12월 10일 서울특별시의 유형문화재 제378호로 지정되었다.

## 지정 사유
<최북필 단구승유도>는 조선후기 서예의 대가인 원교(圓嶠) 이광사(李匡師, 1705~1777)가 45세이던 1749년에 지인들과 함께 도담삼봉과 한벽루 일대를 유람하며 남긴 기념물로서, 그의 글씨와 최북(崔北)의 그림이 함께 들어가 있다. 여기에 적힌 이광사의 글씨는 연도를 알 수 있는 기년작이라는 점에서 그의 예서체를 비롯한 서체의 변화과정을 이해하는 데 매우 중요한 자료이다.
또한 그림을 그린 최북은 중인 출신의 직업화가로 기년작이 거의 알려진 적이 없었으나 이 그림은 그의 38세 때의 화법을 엿 볼 수 있으며 아울러 남종화풍을 토대로 한 진경산수화라는 점에서 최북의 그림을 연구하는 데 있어 관심의 대상이 되는 자료이다.
<단구승유도>는 최북의 그림과 이광사의 글씨가 함께 실려 있는 작품이라는 점에서 매우 귀중한 문화재적 가치를 지님. 특히 그림과 참석자의 이름을 남긴 형식은 17세기 이전 관료들의 계회도(契會圖)에서 볼 수 있는 형식인데, 이것이 18세기에 문인들에 의해 다시 재현된 사례라는 점에서 회화사적으로 이 작품이 지니는 의미는 매우 크고 중요하다.

## 조사보고서
<최북필 단구승유도>는 조선후기의 명필 이광사(李匡師, 1705~1777)가 지인들과 단양 일대를 유람할 때, 중인 출신의 화가 최북(崔北, 1712~1760)에게 도담(島潭)에서의 뱃놀이 장면을 그리게 하고, 자신이 그 연유와 참석자들의 이름을 기록한 것이다.
그림의 전반적인 구성을 보면, 오른 쪽의 뱃놀이 장면을 실경과 실제 모습대로 그렸으며, 왼편에는 기념이 되는 글과 참석자의 이름을 기록해 두어 계회도의 형식으로 구성한 점이 가장 큰 특징이다. 관료들이 남긴 계회도와 달리 문인들이 자유롭게 그린 기념화적인 성격을 띠고 있다. 지면의 오른 쪽 절반에는 최북의 그림을 실었다. 그림의 오른쪽 상단에 붓글씨로 ‘島潭(도담)’이라 쓰고, ‘崔埴之印(최식지인)’이라 새긴 백문방인(白文方印)을 찍었다. 그림은 18세기에 유행한 남종화풍을 토대로 하여 수묵으로 그린 뒤 담채 하였다. 최북의 그림에서 많이 보이는 물기 많은 붓을 사용한 습윤하고 맑은 먹빛이 잘 드러나 있다. 도담은 실경을 마주하여 바라본 현장감을 잘 살려 그렸고, 왼편에는 큰 바위가 두드러져 있어 주변 경관의 특징을 재구성한 부분도 볼 수 있다. 최북이 그린 실경산수화로서 남종화법을 사용하면서도 이를 자신의 개성적인 필치로 표현하였다는 점에서 회화사적인 의미를 평가할 수 있다. 다른 최북의 그림과 비교해 볼 때 그의 진작으로 판단된다.
한편 이 작품은 제목이 적힌 표지 등이 결실되어 있지만, 최북이 명기한 ‘島潭(도담)’, 이광사의 글에 나오는 ‘寒碧樓(한벽루)’와 ‘同遊(동유)’라는 표현, 그리고 참석자들의 좌목 등으로, 이 작품의 미술사적, 역사적 전체 맥락을 표현해주는 ‘단구승유도(丹丘勝遊圖)’라는 기존의 제목을 사용하는 것이 타당하다고 판단된다(국립청주박물관편, <충북의 산수>(2014), 도17 수록). 지면 왼편에는 이광사가 특유의 예서체로 다음과 같이 적었다.
己巳春季書于寒碧 기사년(1749) 늦은 봄에 한벽루에서 쓰고

樓月城崔埴有用來 월성 최식 유용이 와서

與之同遊畵之 함께 놀며 그리다.

道甫 도보

최북은 참석자의 명단에는 들어 있지 않으나 이때 이광사와 만나 함께 동행하며 뱃놀이를 즐기며 이 그림을 그리게 된 것으로 추측된다. 참석자들의 인적사항을 정리하면 다음과 같다.
| 본관 | 이름   | 자   | 생년 월일           | 당시 나이 |                |
| 文化 | 柳煥奎 | 聚五 | 癸未(1703) 12월9일  | 47세      | 乙丑 庚辰 癸未 |
| 完山 | 李匡師 | 道甫 | 乙酉(1705) 8월29일  | 45세      | 丙戌 庚申 丙子 |
| 完山 | 李昌友 | 季茶 | 辛卯(1711) 9월20일  | 39세      | 戊戌 丙午 癸巳 |
| 隋城 | 白師殷 | 子敬 | 辛卯(1711) 12월28일 | 39세      | 辛丑 壬午 丁未 |
| 文化 | 柳煥猷 | 子龍 | 壬辰(1712) 11월11일 | 38세      | 壬子 庚寅 戊寅 |

이들의 인적사항은 본관, 이름, 자, 생년월일 순으로 기록하였다. 이 역시 이광사의 글씨이다. 그런데 그 끝자락에 간지(干支) 세 개를 이어서 적어두었는데 이것은 무엇을 나타낸 것인지 현재로서는 알 수 없다. 생원이나 진사, 혹은 문과(文科) 합격 연도를 기록한 것도 아니다. 우선 이들의 이름을 적은 순서는 나이순임을 알 수 있다. 그리고 이들 중 문과에 합격한 사람은 백사은(白師殷) 한 사람인데, 55세인 1765년(영조 41)에 합격하였다. 이 모임에 참석했을 당시는 문과를 보지 않았을 때이며, 이때로부터 16년 뒤에 합격하게 된다. 이 자리에 모인 사람 가운데는 유환규(柳煥奎)가 21세 때인 1723년(경종 3)에 진사에 입격한 유일한 인물이다. 이광사는 과거시험을 본 적이 없다. 이 모임에서 연장자와 연소자는 아홉 살 나이차가 난다. 이때 최북은 38세의 나이로 이 자리에 참여하여 그림을 그렸다.
<단구승유도>는 조선후기 서예의 대가인 원교(圓嶠) 이광사가 45세이던 1749년에 지인들과 함께 도담삼봉과 한벽루 일대를 유람하며 남긴 기념물로서 그의 글씨와 최북의 그림이 함께 들어가 있는 사례라는 점에서 시사하는 바가 크다. 여기에 적힌 이광사의 글씨는 연도를 알 수 있는 기년작이라는 점에서 그의 예서체를 비롯한 서체의 변화과정을 이해하는 데 매우 중요한 자료이다.
그림을 그린 최북은 중인 출신의 직업화가로 기년작이 거의 알려진 적이 없었으나 이 그림은 그의 38세 때의 화법을 엿 볼 수 있는 작품이 된다. 아울러 남종화풍을 토대로 한 진경산수화라는 점에서 최북의 그림을 연구하는데 있어 관심의 대상이 되는 자료이다. <단구승유도>는 최북의 기년작으로서의 가치와 이광사의 글씨가 함께 실려 있는 작품이라는 점에서 매우 귀중한 문화재적 가치를 지닌다. 특히 그림과 참석자의 이름을 남긴 형식은 17세기 이전 관료들의 계회도(契會圖)에서 볼 수 있는 형식인데, 이것이 18세기에 문인들에 의해 다시 재현된 사례라는 점에서 회화사적으로 이 작품이 지니는 의미는 매우 크고 중요하다. 따라서 지정문화재로 지정할 만한 가치가 충분하다고 판단되므로 서울시 유형문화재로 지정하여 보존하고자 한다.

## 같이 보기
- 최북
- 이광사

## 참고 자료
- 최북필 단구승유도 - 국가유산청 국가유산포털